# De Plattfööt
De Plattfööt est un groupe allemand de folk et country, actif entre 1975 et 2012.

## Histoire
De Plattfööt est formé en 1979 par les auteurs, compositeurs, musiciens et interprètes Peter Wilke et Klaus Lass. Il chante dans la langue régionale du Mecklembourg-Poméranie-Occidentale, le bas allemand. Leur musique est un mélange joyeux de musique folk, blues et country à textes humoristiques et populaires. Ils ont pour devise « Ta vie est courte tandis que longue sera ta mort, ne te tracasse pas, non, le rire fait du bien ». « De Plattfööt » signifie « les pieds plats » en bas allemand.
Leurs chansons les plus connues sont Disco up'n Dörp, Fru Püttelkow ut Hagenow et De Isenbahnboomupundahldreier. Grâce à des années de présence dans les médias et à de nombreuses représentations live, y compris en Suède, en Autriche et à Singapour, De Plattfööt est connu d'un large public. Le duo a été récompensé par le prix artistique Fritz-Reuter.
Les deux artistes prennent la décision de ne plus se produire en tant que Plattfööt dans les derniers jours de l'année 2012. Depuis 2013, Klaus Lass travaille en tant qu'artiste solo sous le nom de De Plattfoot Klaus.

## Discographie
- 1981 : Disco up'n Dörp (single)
- 1982 : Platt for ju (album)
- 1983 : Remmi Demmi (single)
- 1985 : Songs ut Meckelbörg' (album)
- 1989 : Wenn du ok Plattfööt hest (album)
- 1991 : God'n Dag ok (album)
- 1992 : Hubertusjagd (single)
- 1993 : Wat is denn dat?? (album)
- 1995 : Evergreens des Nordens (album)
- 1997 : Rolf mit'n Golf (single)
- 1998 : Wat is dat Schönst' an Wihnachten (album)
- 1999 : Ierst mal ganz langsam (album)
- 1999 : Nie wieder Mallorca! (single)
- 2000 : 20 Best of Plattfööt (album)
- 2005 : Kofferradio (album)
- 2008 : Ümmer noch eenmol (album)